# 102-я отдельная бригада оперативного назначения
102-я отдельная бригада оперативного назначения — тактическое соединение Войск национальной гвардии Российской Федерации.
Условное наименование — Войсковая часть № 6752 (в/ч 6752). Сокращённое наименование — 102 оброн.
Дислоцируется в городе Махачкала в республике Дагестан.

## История
Ведёт историю от сформированного 17 марта 1989 года, в соответствии с приказом МВД СССР № 056, 93-го отдельного специального моторизованного батальона Внутренних войск МВД СССР.
В 1993 году 93-й батальон объединён с 190-м отдельным конвойным батальоном в 69-й полк 54-й дивизии оперативного назначения внутренних войск.
В 1996 году полк переформирован в 102-ю отдельную бригаду оперативного назначения в соответствии с приказом МВД России от 9 апреля 1996 года № 16.

Во время вторжения боевиков-исламистов в Дагестан в 1999 году 102-я бригада одной из первых встретила противника в Цумадинском районе республики.
В августе 1999 года бойцы бригады прибыли в Агвали Цумадинского района. После зачистки от боевиков Цумадинского района, личный состав переместился в Ботлихский район. Там бригада действовала в районе селения Анди для нарушения коммуникаций вторгшихся НВФ, так как Анди представлял собой узел автодорог. После этого были успешные бои за перевал Харами, располагающегося на высоте 2177 метров у самой границы с Чечнёй по дороге от Анди, севернее озера Кезенойам.

## Отличившиеся воины
- майор Роман Александрович Китанин[1]